# Route nationale 25
Dieser Artikel wurde aufgrund von inhaltlichen Mängeln auf der Qualitätssicherungsseite des WikiProjekts Straßen eingetragen. Dies geschieht, um die Qualität der Artikel aus dem Themengebiet Straßen auf ein akzeptables Niveau zu bringen. Bitte hilf mit, die inhaltlichen Mängel dieses Artikels zu beseitigen, und beteilige dich bitte an der Diskussion!
Die Route nationale 25, kurz N 25 oder RN 25, war eine französische Nationalstraße, die von 1824 bis 1973 Harfleur mit Lille verband. Sie geht auf die Route impériale 28 zurück. Ihre Länge betrug 287,5 Kilometer. 1973 wurde sie bis auf den Abschnitt Doullens – Arras verkürzt, sowie von der N 16 der Abschnitt Amiens – Doullens zugeschlagen, außerdem übernahm die N 17 den Abschnitt Arras – Lens und die N 49 den Abschnitt Seclin – Lille. In Arras trägt der West- und Nordabschnitt der Umgehungsstraße die Nummer N 25.
- N 16 Amiens – Doullens
- N 25 Doullens – Arras
- Nordwestumgehung von Arras

## Streckenführung
| Position | höchste zulässige Gesamtgeschwindigkeit | Fahrbahnen | km  | Typ                          | Abschnitt                            | Längengrad | Breitengrad |
| -------- | --------------------------------------- | ---------- | --- | ---------------------------- | ------------------------------------ | ---------- | ----------- |
| 1        | 110                                     | 2          |     | Beginn der Autobahn          | A 29                                 | 49.8632    | 2.3721      |
| 2        | 110                                     | 2          | 1   | Vollständige Anschlussstelle | Longueau N29 – D934                  | 49.8678    | 2.3736      |
| 3        | 110                                     | 2          | 2   | Teil-Anschlussstelle         | Longueau                             | 49.8789    | 2.3698      |
| 4        | 110                                     | 2          | 3   | Brücke                       | Viaduk Jules Verne (943 m) (~ Somme) | 49.8789    | 2.3698      |
| 5        | 110                                     | 2          | 5   | Vollständige Anschlussstelle | Camon-Rivery                         | 49.9024    | 2.3623      |
| 6        | 110                                     | 2          | 7   | Vollständige Anschlussstelle | Rivery – D929                        | 49.9134    | 2.3426      |
| 7        | 110                                     | 2          | 10  | Ende der Autobahn            | N 1 N25                              | 49.9270    | 2.3056      |
| 8        | 90                                      | 1          |     |                              |                                      | 50.2700    | 2.7114      |
| 9        | 90                                      | 1          | 3   |                              |                                      | 50.2895    | 2.7125      |
| 10       | 110                                     | 2          | 4.5 | Normaler Abschnitt           |                                      | 50.3012    | 2.7250      |
| 11       | 110                                     | 2          | 5   |                              | Arras                                | 50.3030    | 2.7245      |
| 12       | 90                                      | 1          | 6.5 |                              |                                      | 50.3120    | 2.7205      |

## N 25A
Die N 25A war von 1954 bis 1978 ein Seitenast der N 25, der als Zubringer zur A 1 entstand, deren erster Abschnitt 1954 zwischen der Anschlussstelle 18 (N 25A) und 21 in Betrieb ging. Die N 25A zweigte südwestlich von Carvin von der N 25 ab und umlief Carvin südlich. An der Anschlussstelle wurde 1955 die N 354A angeschlossen, die die N 354 an die A 1 anband. 1978 wurde der Seitenast zwischen der N 25 und A 1 Teil der N 17.

## N25B
Die N 25B war von 1958 bis 1978 ein Seitenast der N 25, der nördlich von Arras von dieser abzweigte und mit südöstlichem Verlauf zur N 50 ging. Sie wurde 1978 Teil der N 17 und ist heute zur D 917 abgestuft.

## N25C
Die N 25C war von 1958 bis 1978 ein Seitenast der N 25, der nördlich von Arras von dieser abzweigte und mit westlichem Verlauf zur N 37 ging. Sie wurde auf die N 25 und N 425 aufgeteilt.